# Stora Axsjön, Småland
Stora Axsjön är en sjö i Västerviks kommun i Småland och ingår i Botorpsströmmens huvudavrinningsområde. Sjön har en area på 0,196 kvadratkilometer och ligger 118,8 meter över havet. Sjön avvattnas av vattendraget Tynnsån.

## Delavrinningsområde
Stora Axsjön ingår i det delavrinningsområde (643433-151361) som SMHI kallar för Inloppet i Tynn. Medelhöjden är 149 meter över havet och ytan är 8,35 kvadratkilometer. Det finns ett avrinningsområde uppströms, och räknas det in blir den ackumulerade arean 21,19 kvadratkilometer. Tynnsån som avvattnar avrinningsområdet har biflödesordning 2, vilket innebär att vattnet flödar genom totalt 2 vattendrag innan det når havet efter 66 kilometer. Avrinningsområdet består mestadels av skog (88 %). Avrinningsområdet har 0,3 kvadratkilometer vattenytor vilket ger det en sjöprocent på 3,6 %.